# Renault 14
Renault 14 (коротко R14) — автомобіль з переднім поперечним розташуванням двигуна з чотирма циліндрами і переднім приводом, проданий тиражем майже в мільйон екземплярів, виготовлявся у містах Дуай (Нор), Харен (Бельгія) та Паленсія (Іспанія). Запущений у виробництво у травні 1976 року для того щоб конкурувати з Simca-Talbot Horizon, Fiat Ritmo, Opel Kadett, Volkswagen Golf та іншими. Renault 14 є першим автомобілем компактного класу від Renault. Вона була піддана критиці з усіх боків з моменту її запуску через недостатню потужність двигуна (1218 см3, 57 к.с.) і жалюгідне обладнання. Дебют двох краще обладнаних версій (GTL та TS) не змогли переламати тенденцію тенденцію.
Всього виготовлено 999 093 автомобілів.

## Двигуни
- 1.2 л I4, 57 к.с.
- 1.4 л I4, 60 к.с.
- 1.4 л I4, 70 к.с.